# Sojka III
Sojka III je bezpilotní průzkumný letoun (BPL) vyráběný Vojenským technickým ústavem letectva a PVO o. z.. Sojka III je určena pro vzdušný průzkum v reálném čase, sběr optických informací, monitorování dělostřelecké palby, rádiový průzkum a rušení nebo slouží jako vzdušný terč (nosič infračervených zářičů) při nácviku střelby tepelně naváděnými raketami. Letouny sloužily od května 1999 u 116. letky bezpilotních průzkumných prostředků, od října 2000 až do svého vyřazení v roce 2010 u roty bezpilotních průzkumných prostředků Pozemních sil AČR.

## Komplet Sojka III
Celý komplet Sojky tvoří:
- 3-4 bezpilotní letouny
- Přepravní vozidlo s místem až na 4 BPL s opravárenským a skladovacím zařízením
- Vozidlo se startovací rampou
- Vozidlo vybavené řídicím a vyhodnocovacím střediskem
- Malé terénní dohledávací vozidlo s přívěsem (používá se na přepravu Sojky v sestaveném nebo částečně rozloženém stavu)

## Letové parametry
Vzlet Sojky se provádí ze startovací rampy, pomocí raketového startovacího zařízení, který Sojce udělí vzletovou rychlost. Start je možný při proti směru větru o rychlosti 12 m/s nebo bočního větru maximálně 3 m/s. Kvůli dostatečné optické kvalitě je let realizovatelný do rychlosti větru 8 m/s.
Sojka III nabízí operátorovi celkem dva režimy letu a to poloautomatický a automatický:
- Poloautomatický let dovoluje operátorovi měnit pomocí smyček autopilota směr a výšku letu.
- Automatický let se pohybuje po lomené čáře a může mít až 8 otočných bodů se zadanou výškou letu a azimutem. Operátor může do programu letu kdykoliv vstoupit a přepnout jej na poloautomatický let nebo letoun navrátit zpět do místa startu.

Přistání se provádí buď za pomoci padáku do rychlosti 200 m/s a výšky minimálně 100 m nebo přistáním na spodní části trupu, ale v tomto případě pouze za pomoci operátora.

## Specifikace (Sojka III)

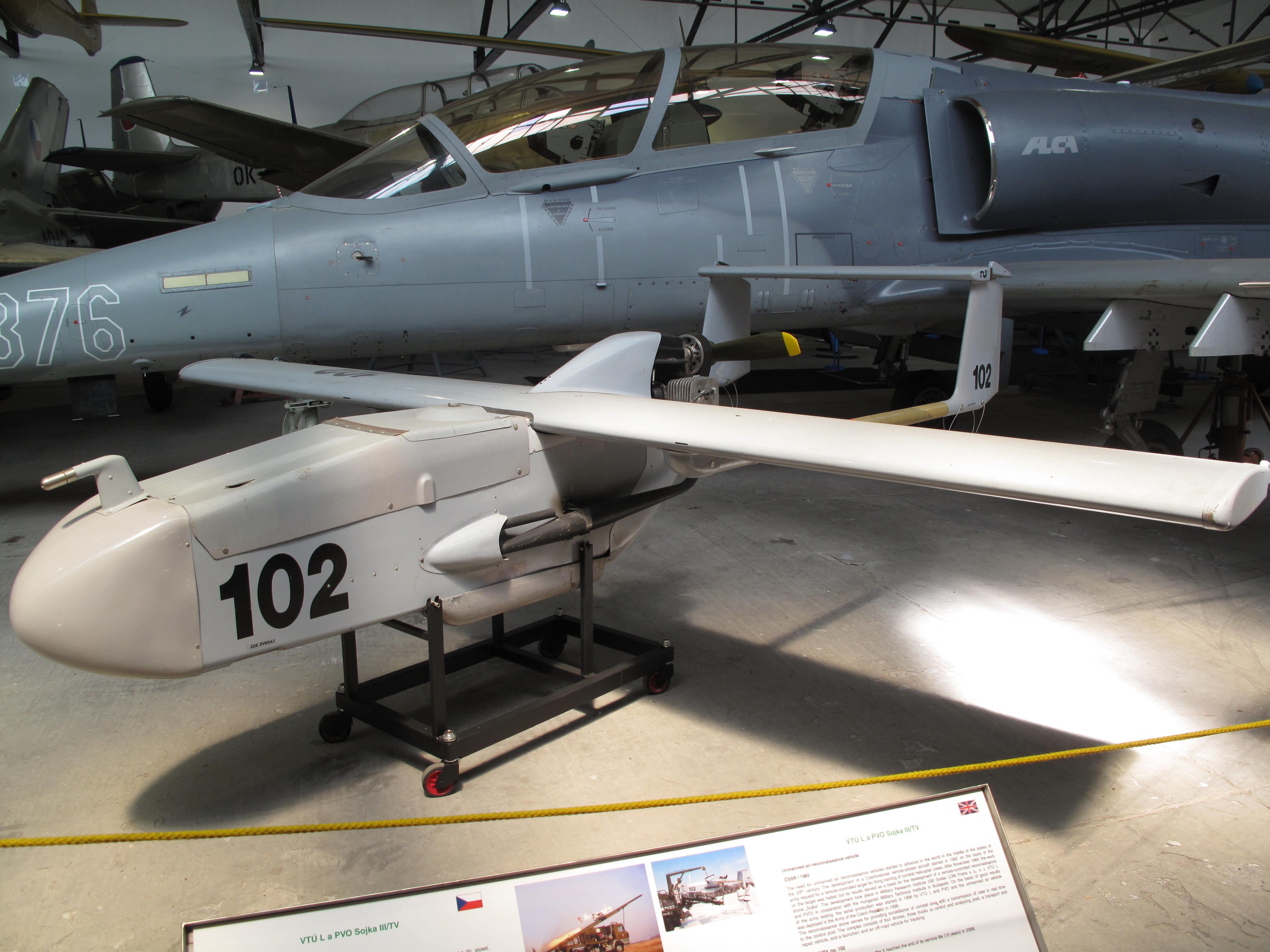
Sojka III

Letoun je vyroben ze skelného laminátu a uhlíkových kompozitních materiálů. Je vybaven CCD TV kamerami, radiovým systémem, padákem, palubní avionikou a motorem s nádrží. Řízen je pomocí výškovky a křidélek. Trup je vybaven ukotvením na startovací rampu a spodní část je vyztužena, kvůli přistávání na břicho.

### Technické údaje
- Délka: 3,78 m
- Rozpětí: 4,12 m
- Maximální vzletová hmotnost: 145 kg

### Výkony
- Maximální rychlost: 130 – 180 km/h
- Dolet: 60 – 100 km
- Dostup: 4000 m